# Kendall Marshall
Kendall Dewan Marshall  (ur. 19 sierpnia 1991) – amerykański koszykarz występujący na pozycji rozgrywającego.
W 2010 wystąpił w meczu wschodzących gwiazd - Nike Hoop Summit oraz McDonald’s All-American.
Marshall po karierze na uczelni North Carolina zgłosił się do draftu 2012, w którym został wybrany z 13 numerem przez Phoenix Suns. 16 lipca 2012 podpisał debiutancki kontrakt z tym klubem. Po rozegraniu sześciu meczów w barwach Suns, został odesłany do klubu farmerskiego Bakersfield Jam. Po rozegraniu 9 meczów w lidze NBDL, w których zdobywał średnio 9,6 punktu i 7,6 asysty, Marshall powrócił do zespołu z Arizony. W swoim pierwszym meczu w pierwszej piątce Suns, przeciwko Utah Jazz, zdobył 7 punktów i 13 asyst.
25 października 2013 Marshall, wraz z Marcinem Gortatem, Shannonem Brownem i Malcolmem Lee został wytransferowany do Washington Wizards w zamian za Emekę Okafora i wybór w pierwszej rundzie draftu 2014. Trzy dni później został zwolniony przez Wizards.
4 grudnia 2013 Marshall został pozyskany przez klub ligi D-League, Delaware 87ers. W pierwszym meczu w tym zespole, przeciwko Rio Grande Valley Vipers uzyskał 31 punktów, 10 asyst, 9 zbiórek i 2 przechwyty.
20 grudnia 2013 Marshall podpisał kilkuletni kontrakt z Los Angeles Lakers. 3 stycznia 2014, w meczu z Utah, po raz pierwszy wystąpił w wyjściowym składzie Lakers i zdobył 20 punktów i 15 asyst. W sezonie 2013/14 Marshall zdobywał średnio 8,0 punktu i 8,8 asysty na mecz. W tej drugiej kategorii został sklasyfikowany na drugim miejscu w całej lidze, tylko za Chrisem Paulem. 18 lipca 2014 został zwolniony przez Lakers.
20 lipca 2014 jego kontrakt został przejęty przez Milwaukee Bucks.
9 września 2015 roku podpisał jako wolny agent umowę z klubem Philadelphia 76ers.
21 września 2017 podpisał umowę z Milwaukee Bucks. 8 października został zwolniony.

## Osiągnięcia
Na podstawie, o ile nie zaznaczono inaczej.
NCAA
- Uczestnik rozgrywek Elite 8 turnieju NCAA (2011, 2012)
- Mistrz sezonu regularnego konferencji Atlantic Coast (ACC – 2011, 2012)
- Laureat Bob Cousy Award (2012)[21]
- Zaliczony do:
  - I składu:
    - najlepszych pierwszorocznych zawodników ACC (2011)
    - turnieju ACC (2012)

  - II składu:
    - ACC (2012)
    - turnieju ACC (2011)

  - III składu:
    - All-American (2012 przez Associated Press)
    - ACC (2011)

Reprezentacja
- Mistrz Ameryki (2017)